# Barrage d'Ayrancı
Pour les articles homonymes, voir Ayrancı.
Le barrage d'Ayrancı (en turc Ayrancı barajı) est un barrage en Turquie. La rivière coupée par ce barrage s'appelle Buğdaylı Çayı (« rivière des blés ») elle se perd dans les canaux d'irrigation à l'est de la ville d'Ayrancı. 

## Sources
- (tr) Ayrancı Baraji Site de l'agence gouvernementale turque des travaux hydrauliques